# Temporada da Indy Lights de 2008
A Temporada da Indy Lights de 2008 foi a vigésima-terceira na história da categoria.
Teve como campeão o brasileiro Raphael Matos, da Andretti-Green/AFS Racing, e a também brasileira Bia Figueiredo, da Sam Schmidt Motorsports, ganhou o prêmio de Rookie do ano.

## Equipes e pilotos
Todas as equipes corriam com chassis Dallara.
| Equipe                       | Chassis | Pneu | No. | Piloto             | Notas |
| ---------------------------- | ------- | ---- | --- | ------------------ | --- |
| Team Moore Racing            | Dallara | F    | 2   | Jeff Simmons       | |
| Team Moore Racing            | Dallara | F    | 2   | Jonathan Klein     | Apenas Infineon e Chicago                                                                                 |
| Team Moore Racing            | Dallara | F    | 22  | Pablo Donoso       | Estreou pela equipe em Indianápolis. Correu ainda o GP de Kentucky pela Brian Stewart                     |
| Team Moore Racing            | Dallara | F    | 22  | Jonathan Klein     | Apenas em Kentucky                                                                                        |
| Team Moore Racing            | Dallara | F    | 22  | Dillon Battistini  | Apenas em Chicagoland                                                                                     |
| Brian Stewart Racing         | Dallara | F    | 3   | Juan Manuel Polar  | Deixou a equipe após o GP do Kansas                                                                       |
| Brian Stewart Racing         | Dallara | F    | 3   | Marc Williams      | Apenas Indianápolis e Milwaukee                                                                           |
| Brian Stewart Racing         | Dallara | F    | 3   | Pablo Donoso       | Apenas em Kentucky                                                                                        |
| Brian Stewart Racing         | Dallara | F    | 33  | Wade Cunningham    | Correu em 7 etapas                                                                                        |
| Brian Stewart Racing         | Dallara | F    | 33  | Mitch Cunningham   | Apenas em circuitos de rua                                                                                |
| Guthrie Racing               | Dallara | F    | 4   | Sean Guthrie       | |
| Guthrie Racing               | Dallara | F    | 9   | Tom Wieringa       | Apenas em Homestead                                                                                       |
| Guthrie Racing               | Dallara | F    | 23  | Logan Gomez        | |
| Guthrie Racing               | Dallara | F    | 44  | Robbie Pecorari    | Apenas Kentucky, Infineon e Chicago                                                                       |
| Guthrie Racing               | Dallara | F    | 54  | Micky Gilbert      | Iniciou a temporada na Mile High Motorsports; assinou com a Guthrie a partir de Indianápolis              |
| Guthrie Racing               | Dallara | F    | 54  | Matt Lee           | Apenas em Watkins Glen                                                                                    |
| Guthrie Racing               | Dallara | F    | 54  | Robbie Pecorari    | Apenas em Mid-Ohio                                                                                        |
| Guthrie Racing               | Dallara | F    | 54  | Juan Manuel Polar  | Apenas em Infineon                                                                                        |
| Guthrie Racing               | Dallara | F    | 55  | Robbie Pecorari    | Kansas only                                                                                               |
| Guthrie Racing               | Dallara | F    | 55  | Tom Wieringa       | Apenas Indianápolis e Chicago                                                                             |
| Guthrie Racing               | Dallara | F    | 55  | Franck Perera      | Estreou pela equipe em Iowa, permanecendo até o encerramento da temporada                                 |
| RLR Andersen Racing          | Dallara | F    | 5   | Andrew Prendeville | Deixou a equipe após o GP de Mid-Ohio                                                                     |
| RLR Andersen Racing          | Dallara | F    | 5   | Daniel Herrington  | Estreou na equipe no GP de Kentucky, disputando os últimos 3 GP's                                         |
| RLR Andersen Racing          | Dallara | F    | 25  | J. R. Hildebrand   | |
| Michael Crawford Motorsports | Dallara | F    | 6   | Jake Slotten       | Apenas em circuitos ovais. Saiu da equipe após o GP de Milwaukee                                          |
| Michael Crawford Motorsports | Dallara | F    | 6   | Daniel Herrington  | Apenas Watkins Glen e Mid-Ohio                                                                            |
| Michael Crawford Motorsports | Dallara | F    | 6   | Robbie Pecorari    | Apenas em St. Petersburg                                                                                  |
| Michael Crawford Motorsports | Dallara | F    | 6   | Tom Dyer           | Apenas Infineon e Chicago                                                                                 |
| Michael Crawford Motorsports | Dallara | F    | 6   | C. R. Crews        | Apenas em Kentucky                                                                                        |
| Michael Crawford Motorsports | Dallara | F    | 8   | Nathan Freke       | Saiu da equipe após a etapa de St. Petersburg                                                             |
| Michael Crawford Motorsports | Dallara | F    | 8   | Mark Olson         | Disputou 10 etapas                                                                                        |
| Michael Crawford Motorsports | Dallara | F    | 8   | P. J. Abbott       | Apenas em Kentucky                                                                                        |
| Sam Schmidt Motorsports      | Dallara | F    | 7   | Richard Antinucci  | |
| Sam Schmidt Motorsports      | Dallara | F    | 11  | James Davison      | |
| Sam Schmidt Motorsports      | Dallara | F    | 20  | Bia Figueiredo     | |
| Sam Schmidt Motorsports      | Dallara | F    | 34  | Jon Brownson       | Apenas em circuitos ovais. Deixou a equipe após um acidente sofrido em Iowa, durante uma sessão de testes |
| Sam Schmidt Motorsports      | Dallara | F    | 34  | Travis Gregg       | Apenas Iowa e Kentucky                                                                                    |
| Sam Schmidt Motorsports      | Dallara | F    | 77  | Jonny Reid         | Apenas em Infineon                                                                                        |
| Panther Racing               | Dallara | F    | 15  | Dillon Battistini  | |
| Panther Racing               | Dallara | F    | 15  | Bobby Wilson       | Apenas em Chicagoland                                                                                     |
| Panther Racing               | Dallara | F    | 16  | Brent Sherman      | |
| Team E                       | Dallara | F    | 17  | Bobby Wilson       | |
| American Spirit Racing       | Dallara | F    | 18  | Cyndie Allemann    | |
| Playa Del Racing             | Dallara | F    | 21  | Al Unser III       | Perdeu sua vaga com a saída da equipe logo após a etapa de Indianápolis                                   |
| Alliance Motorsports         | Dallara | F    | 24  | Chris Festa        | Não correu em Iowa, Watkins Glen e Mid-Ohio                                                               |
| Alliance Motorsports         | Dallara | F    | 24  | Marc Williams      | Apenas em Iowa                                                                                            |
| Alliance Motorsports         | Dallara | F    | 24  | Wade Cunningham    | Apenas em Mid-Ohio                                                                                        |
| Alliance Motorsports         | Dallara | F    | 24  | Christina Orr      | Estreou no GP de Kentucky                                                                                 |
| Andretti Green-AFS Racing    | Dallara | F    | 26  | Arie Luyendyk Jr.  | |
| Andretti Green-AFS Racing    | Dallara | F    | 27  | Raphael Matos      | |
| SWE Racing                   | Dallara | F    | 43  | Pablo Donoso       | Apenas os primeiros 4 GP's                                                                                |
| SWE Racing                   | Dallara | F    | 43  | Robbie Pecorari    | Apenas Indianápolis, Iowa e Nashville                                                                     |
| SWE Racing                   | Dallara | F    | 43  | Mike Potekhen      | Estreou no GP de Kentucky                                                                                 |
| SWE Racing                   | Dallara | F    | 92  | Mike Potekhen      | Apenas em Indianápolis; em associação com a Chastain Motorsports                                          |
| Mile High Motorsports        | Dallara | F    | 54  | Micky Gilbert      | Permaneceu após a fusão com a Guthrie Racing a partir de Indianápolis                                     |
| Integra Motorsports w/ CGRT  | Dallara | F    | 9   | Marc Williams      | Apenas em St. Petersbur                                                                                   |
| Integra Motorsports w/ CGRT  | Dallara | F    | 9   | Jonny Reid         | Apenas em Indianápolis. Correu ainda em Mid-Ohio e Chicago após a saida da equipe                         |
| Integra Motorsports w/ CGRT  | Dallara | F    | 9   | Wade Cunningham    | Apenas em Chicago                                                                                         |

## Classificação
| Pos. | Piloto             | HMS | STP | STP | KAN | INDY | MIL | IOW | WGL | WGL | NAS | MDO | MDO | KTY | SNM | SNM | CHI | Pts  |
| ---- | ------------------ | --- | --- | --- | --- | ---- | --- | --- | --- | --- | --- | --- | --- | --- | --- | --- | --- | ---- |
| 1    | Raphael Matos      | 8   | 1   | 12  | 19  | 10   | 3   | 7   | 1   | 2   | 5   | 1   | 18  | 6   | 2   | 6   | 3   | 510  |
| 2    | Richard Antinucci  | 2   | 2   | 1   | 13  | 2    | 16  | 9   | 2   | 1   | 12  | 3   | 14  | 4   | 3   | 2   | 21  | 478  |
| 3    | Bia Figueiredo     | 7   | 3   | 16  | 14  | 5    | 19  | 3   | 4   | 3   | 1   | 14  | 5   | 16  | 6   | 3   | 2   | 449  |
| 4    | Arie Luyendyk Jr.  | 4   | 6   | 22  | 3   | 14   | 8   | 2   | 7   | 7   | 3   | 8   | 11  | 3   | 17  | 16  | 1   | 428  |
| 5    | J. R. Hildebrand   | 10  | 5   | 2   | 1   | 24   | 5   | 8   | 19  | 9   | 4   | 5   | 6   | 18  | 4   | 4   | 22  | 409  |
| 6    | Dillon Battistini  | 1   | 21  | 4   | 4   | 1    | 14  | 1   | 17  | 20  | 19  | 18  | 19  | 1   | 18  | 15  | 23  | 385  |
| 7    | Logan Gomez        | 12  | 23  | 3   | 15  | 7    | 9   | 14  | 6   | 4   | 6   | 20  | 16  | 12  | 5   | 2   | 8   | 361  |
| 8    | Pablo Donoso       | 21  | 14  | 17  | 12  | 19   | 7   | 5   | 5   | 5   | 10  | 10  | 3   | 22  | 8   | 1   | 13  | 358  |
| 9    | James Davison      | 22  | 13  | 14  | 11  | 17   | 6   | 15  | DNS | 11  | 16  | 7   | 1   | 2   | 14  | 13  | 5   | 333  |
| 10   | Sean Guthrie       | 11  | 15  | 5   | 6   | 12   | 10  | 20  | 13  | 10  | 8   | 13  | 7   | 7   | 13  | 9   | 17  | 322  |
| 11   | Brent Sherman      | 3   | 17  | 13  | 8   | 16   | 11  | 4   | 14  | 14  | 11  | 16  | 10  | 5   | 19  | 21  | 19  | 300  |
| 12   | Bobby Wilson       | 17  | 22  | 21  | 9   | 6    | 1   | 16  | 20  | 19  | 2   | 11  | 22  | 9   |     |     | 4   | 288  |
| 13   | Jeff Simmons       |     | 4   | 19  | 7   | 8    | 2   | 6   | 3   | 6   | 15  | 6   | 21  | 23  |     |     |     | 285  |
| 14   | Cyndie Allemann    | 16  | 8   | 10  | 22  | 26   | 18  | 18  | 9   | 18  | 13  | 17  | 4   | 13  | 22  | 11  | 14  | 250  |
| 15   | Andrew Prendeville | 6   | 7   | 20  | 23  | 9    | 4   | 12  | 11  | 13  | 9   | 9   | 8   |     |     |     |     | 247  |
| 16   | Robbie Pecorari    |     | 10  | 23  | 2   | 4    |     | 17  |     |     | 14  | 22  | 13  | 10  | 10  | 14  | 7   | 235  |
| 17   | Franck Perera      |     |     |     |     |      |     | 11  | 18  | 17  | 7   | 2   | 20  | 14  | 1   | 5   |     | 220  |
| 18   | Jonny Reid         |     |     |     |     | 20   | 15  | 19  | 10  | 21  | 17  | 4   | 9   |     | 9   | 19  | 11  | 186  |
| 19   | Wade Cunningham    | 9   |     |     | 5   | 3    | 12  |     |     |     |     | 12  | 2   |     |     |     | 24  | 169  |
| 20   | Daniel Herrington  |     |     |     |     |      |     |     | 8   | 15  |     | 21  | 15  | 11  | 7   | 8   | 10  | 152  |
| 21   | Micky Gilbert      | 15  | 16  | 11  | 20  | 21   | 17  | 13  |     |     | 20  |     |     | 15  |     |     | 12  | 140  |
| 22   | Chris Festa        | 5   | 11  | 15  | 16  | 18   | 13  |     |     |     | 18  |     |     |     |     |     |     | 119  |
| 23   | Mitch Cunningham   |     | 19  | 18  |     |      |     |     | 12  | 12  |     | 15  | 12  |     | 11  | 23  |     | 118  |
| 24   | Mark Olson         |     |     |     | 18  | 25   | 20  | 22  | 15  | 16  |     | 19  | 17  |     | 23  | 20  |     | 105  |
| 25   | Al Unser III       | 13  | 12  | 6   | 10  | 11   |     |     |     |     |     |     |     |     |     |     |     | 102  |
| 26   | Juan Manuel Polar  | 14  | 9   | 7   | DNS |      |     |     |     |     |     |     |     |     | 15  | 12  |     | 100  |
| 27   | Jonathan Klein     |     |     |     |     |      |     |     |     |     |     |     |     | 8   | 16  | 10  | 6   | 86   |
| 28   | Marc Williams      |     | 18  | 9   |     | 15   | 21  | 10  |     |     |     |     |     |     |     |     |     | 78   |
| 29   | Mike Potekhen      |     |     |     |     | 13   |     |     |     |     |     |     |     | 17  | 12  | 22  | 9   | 78   |
| 30   | Christina Orr      |     |     |     |     |      |     |     |     |     |     |     |     | 21  | 20  | 18  | 16  | 45   |
| 31   | Nathan Freke       | 20  | 20  | 8   |     |      |     |     |     |     |     |     |     |     |     |     |     | 44   |
| 32   | Matt Lee           |     |     |     |     |      |     |     | 16  | 8   |     |     |     |     |     |     |     | 38   |
| 33   | Tom Dyer           |     |     |     |     |      |     |     |     |     |     |     |     |     | 21  | 17  | 20  | 32   |
| 34   | Tom Wieringa       | 18  |     |     |     | 22   |     |     |     |     |     |     |     |     |     |     | 18  | 32   |
| 35   | Jake Slotten       | 19  |     |     | 17  | 23   |     |     |     |     |     |     |     |     |     |     |     | 31   |
| 36   | Jon Brownson       | 23  |     |     | 21  | 27   | DNS |     |     |     |     |     |     |     |     |     |     | 23   |
| 37   | Brandon Wagner     |     |     |     |     |      |     |     |     |     |     |     |     |     |     |     | 15  | 15   |
| 38   | Travis Gregg       |     |     |     |     |      |     | 21  |     |     |     |     |     |     |     |     | 24  | 15   |
| 39   | P. J. Abbott       |     |     |     |     |      |     |     |     |     |     |     |     | 19  |     |     |     | 11   |
| 40   | C. R. Crews        |     |     |     |     |      |     |     |     |     |     |     |     | 20  |     |     |     | 10   |
| Pos  | Driver             | HMS | STP | STP | KAN | INDY | MIL | IOW | WGL | WGL | NAS | MDO | MDO | KTY | SNM | SNM | CHI | Pts. |

| Cor         | Resultado                            |
| ----------- | ------------------------------------ |
| Ouro        | Vencedor                             |
| Prata       | 2º lugar                             |
| Bronze      | 3º lugar                             |
| Verde       | Entre 4º e 5º                        |
| Azul-claro  | Entre 6º e 10º                       |
| Azul-escuro | Completou a corrida (Fora do Top 10) |
| Roxo        | Não completou a corrida              |
| Vermelho    | Não-classificado (DNQ)               |
| Marrom      | Desistiu (Wth)                       |
| Preto       | Desclassificado (DSQ)                |
| Branco      | Não largou (DNS)                     |
| Em branco   | Não participou (DNP)                 |
| Em branco   | Não correu                           |

| Linha de anotação |                                        |
| Negrito           | Pole position (1 ponto)                |
| Itálico           | Volta mais rápida (1 ponto)            |
| *                 | Mais voltas na liderança (1 ponto)     |
| 1                 | Treino cancelado Pontos não-atribuídos |
| Rookie do ano     |                                        |
| Rookie            |                                        |

| Cor         | Resultado                            |
| ----------- | ------------------------------------ |
| Ouro        | Vencedor                             |
| Prata       | 2º lugar                             |
| Bronze      | 3º lugar                             |
| Verde       | Entre 4º e 5º                        |
| Azul-claro  | Entre 6º e 10º                       |
| Azul-escuro | Completou a corrida (Fora do Top 10) |
| Roxo        | Não completou a corrida              |
| Vermelho    | Não-classificado (DNQ)               |
| Marrom      | Desistiu (Wth)                       |
| Preto       | Desclassificado (DSQ)                |
| Branco      | Não largou (DNS)                     |
| Em branco   | Não participou (DNP)                 |
| Em branco   | Não correu                           |

| Linha de anotação |                                        |
| Negrito           | Pole position (1 ponto)                |
| Itálico           | Volta mais rápida (1 ponto)            |
| *                 | Mais voltas na liderança (1 ponto)     |
| 1                 | Treino cancelado Pontos não-atribuídos |
| Rookie do ano     |                                        |
| Rookie            |                                        |

## Links
- Site oficial da Indy Lights Series